# تهاجم اخترهیولا
تهاجم اخترهیولا (به ژاپنی: 怪獣大戦争) (به انگلیسی: Invasion of Astro-Monster) فیلمی در سبک کایجو به کاگردانی ایشیرو هوندا و جلوه‌های ویژه ایجی تسوبورایا محصول سال ۱۹۶۵ است. این ششمین فیلم در فرنچایز گودزیلا و دوره شوا است. این فیلم محصول مشترک آمریکا و ژاپن و دومین همکاری توهو و یوپی‌ای بود.
به دنبال این فیلم هفمتمین فیلم فرنچایز گودزیلا، گودزیلا در برابر هیولای دریایی، در تاریخ ۱۷ دسامبر ۱۹۶۶ منتشر شد.